# Jaroslav Jakubíček
Jaroslav Jakubíček (4. srpna 1929 Veselí nad Moravou – 29. prosince 2000 Brno) byl hudební skladatel, hudební dramaturg v Brolnu a hráč na cimbál.
V roce 1993 mu bylo uděleno čestné občanství města Veselí nad Moravou